# Orosz rubel
Az orosz rubel (oroszul: рубль) az Oroszországi Föderáció hivatalos pénzneme.   

## Története
A ma használatos rubelt 1998-ban vezették be, a korábbi rubel 1000:1 arányú beváltásával. Az új bankjegyek a régiekkel azonos rajzolatúak voltak. A rubel bevezetésekor kb. 0,2 amerikai dollárt ért, az 1998. augusztusi orosz gazdasági válság eredményeként jelentős értékvesztésen ment keresztül (értéke 1 hónap alatt kevesebb mint felére csökkent). 2006 májusában 1 amerikai dollár mintegy 27 rubelt ért. 2006. július 1. óta konvertibilis a rubel.
A 2014-es évben kezdődő 2014–2016-os olajárválság miatt jelentősen visszaesett a kőolaj világpiaci ára, amely miatt 2014 végén kitört az orosz pénzügyi válság, amelynek következtében jelentősen gyengült a rubel.
2014 novemberének első hetében 10 százalékot gyengült a rubel az euróval és az amerikai dollárral szemben. A gyengülés legmélyebb pontján 1 euró 60,27 rubelt, míg egy dollár 48,63 rubelt ért.
2014. december közepére az euró árfolyama a rubellel szemben 72 rubel fölé emelkedett, míg egy dollár értéke 58 rubel felett alakult. Ennek elsődleges oka a kőolaj világpiaci árának zuhanása.
2014. december 16-án napközben a dollár árfolyama átlépte a 75 rubel/ 1 amerikai dollár árfolyamot.
2016. január 20-án az amerikai dollár árfolyama elérte a 81,8 rubeles történelmi mélypontot az aznapi közel hat százalékos olajáreséssel összhangban. 2016 első 20 napján 11 százalékot, míg a 2015-ös évben összesen 25,6 százalékot vesztett értékéből az orosz fizetőeszköz. Másnap, huszonegyedikén 1 dollárért 85,80 rubelt kellett fizetni.
2014. november 28-án az orosz rubel tízéves mélypontra süllyedt a magyar forinttal szemben amikor is 1 orosz rubel mindössze 4,97 magyar forintot ért.
A 2014 decemberében kicsúcsosodott orosz pénzügyi válság következtében a 2014. december 17-i árfolyam a Magyar Nemzeti Bank hivatalos napi középárfolyama alapján 3,66 forint volt rubelenként.
2016. január 15-én az orosz rubel–magyar forint váltóárfolyama 3,75 forint volt rubelenként az MNB hivatalos napi középárfolyama alapján. A rubel újabb gyengülése az olajár 30 dollár alá esésével párhuzamosan jelentkezett. A rubel értéke január 21-én 3,36 forint volt, amely az elmúlt tíz év legalacsonyabb rubelárfolyama.
2017 októberében az Ukrán Központi Bank bejelentette, hogy tilos Ukrajnában használni a 2015-ben bevezetett 100 rubeles és a 2017-ben bevezetett 200 rubeles bankjegyeket, továbbá a 2 és 10 rubeles érméket, mert ezeken az elcsatolt Krím szimbólumai láthatóak.

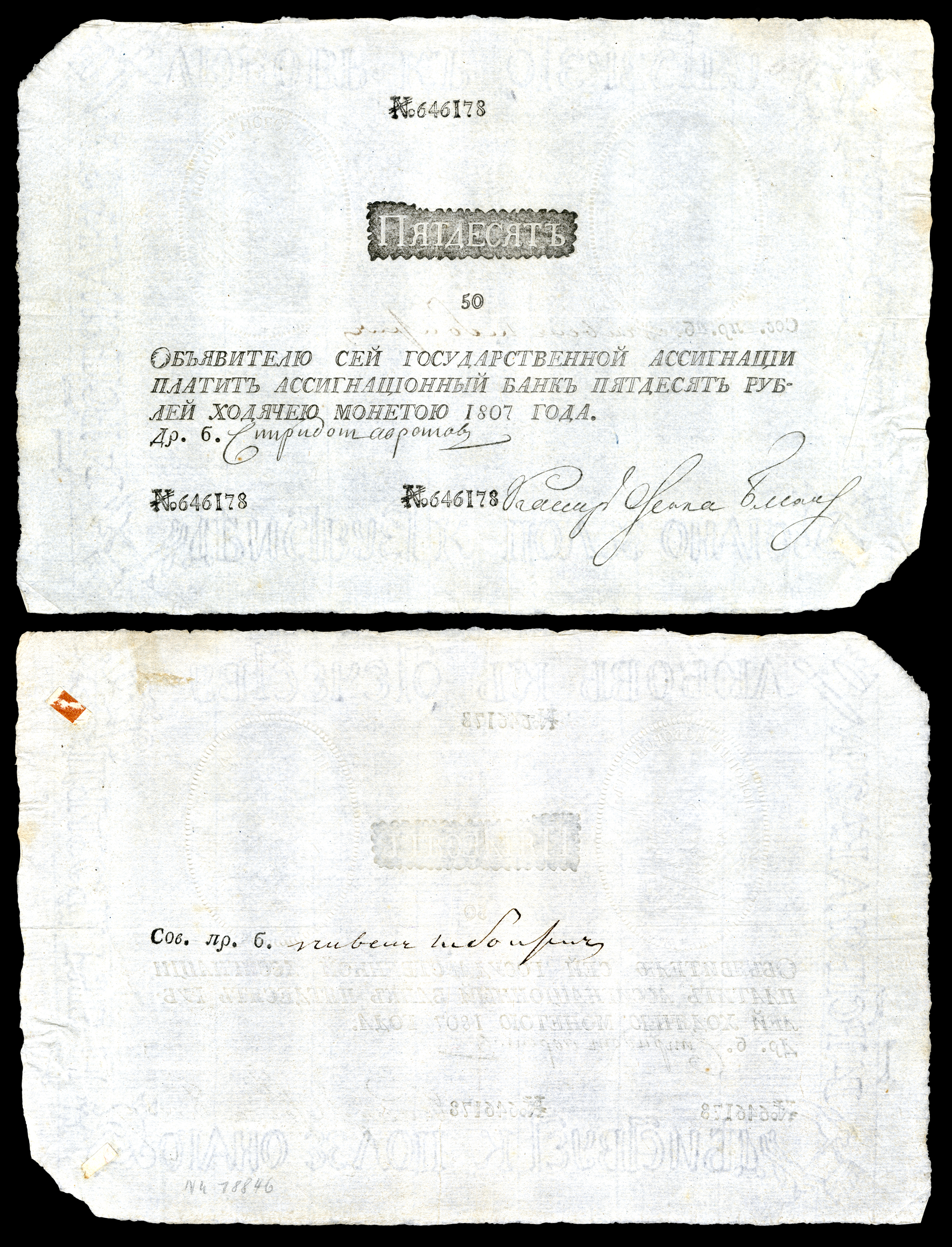
Orosz cári 50 rubeles bankjegy 1807-ből.

## Érmék

### 1992-es sorozat[16][17][18][19][20][21][22][23][24][25][26]
| Kép     | Érték     | Átmérő  | Tömeg                    | Vastagság                | Összetétel                            | Perem      | Előlap                 | Hátlap                                        | Verési évek |
| ------- | --------- | ------- | ------------------------ | ------------------------ | ------------------------------------- | ---------- | ---------------------- | --------------------------------------------- | ----------- |
|         | 1 rubel   | 19,5 mm | 3,3 g                    | 1,75 mm                  | Sárgaréz bevonatú acél                | Sima       | 1 РУБЛЬ (1 rubel)      | БАНК РОССИИ (Orosz Nemzeti Bank), kétfejű sas | 1992        |
|         | 5 rubel   | 21,9 mm | 4,1 g                    | 1,75 mm                  | Sárgaréz bevonatú acél                | Sima       | 5 РУБЛЕЙ (5 rubel)     | БАНК РОССИИ (Orosz Nemzeti Bank), kétfejű sas | 1992        |
|         | 10 rubel  | 21,1 mm | 3,75 g                   | 1,45 mm                  | Réz-nikkel                            | Recés      | 10 РУБЛЕЙ (10 rubel)   | БАНК РОССИИ (Orosz Nemzeti Bank), kétfejű sas | 1992-1993   |
| 3,5 g   | 10 rubel  | 21,1 mm | Réz-nikkel bevonatú acél | 1,45 mm                  | Sima                                  |            | 10 РУБЛЕЙ (10 rubel)   | БАНК РОССИИ (Orosz Nemzeti Bank), kétfejű sas | 1992-1993   |
|         | 20 rubel  | 24 mm   | 5,25 g                   | 1,6 mm                   | Réz-nikkel                            | Recés-sima | 20 РУБЛЕЙ (20 rubel)   | БАНК РОССИИ (Orosz Nemzeti Bank), kétfejű sas | 1992        |
| 24,1 mm | 20 rubel  | 5,1 g   | 1,8 mm                   | Réz-nikkel bevonatú acél | Sima                                  | 1993       | 20 РУБЛЕЙ (20 rubel)   | БАНК РОССИИ (Orosz Nemzeti Bank), kétfejű sas |             |
|         | 50 rubel  | 25 mm   | 6,25 g                   | 1,95 mm                  | Alumínium-bronz mag, réz-nikkel gyűrű | Recés-sima | 50 РУБЛЕЙ (50 rubel)   | БАНК РОССИИ (Orosz Nemzeti Bank), kétfejű sas | 1992        |
|         | 50 rubel  | 25 mm   | 6 g                      | 1,9 mm                   | Alumínium-bronz                       | Recés-sima | 50 РУБЛЕЙ (50 rubel)   | БАНК РОССИИ (Orosz Nemzeti Bank), kétfejű sas | 1993        |
| 5,2 g   | 50 rubel  | 25 mm   | Sárgaréz bevonatú acél   | 1,9 mm                   | Sima                                  |            | 50 РУБЛЕЙ (50 rubel)   | БАНК РОССИИ (Orosz Nemzeti Bank), kétfejű sas | 1993        |
|         | 100 rubel | 25 mm   | 6,3 g                    | 1,95 mm                  | Alumínium-bronz gyűrű, réz-nikkel mag | Recés-sima | 100 РУБЛЕЙ (100 rubel) | БАНК РОССИИ (Orosz Nemzeti Bank), kétfejű sas | 1992        |
|         | 100 rubel | 27 mm   | 7,45 g                   | 1,9 mm                   | Nikkel-sárgaréz                       | Recés-sima | 100 РУБЛЕЙ (100 rubel) | БАНК РОССИИ (Orosz Nemzeti Bank), kétfejű sas | 1993        |

### 1997-es sorozat
Az 1 és 5 kopejkás kupronikkel/acél anyagú (szürke színű) kisméretű érme, napjainkig verik, de a forgalomban ritka. Az orosz utcákon ezekből az értéktelen érmékből számosat találhatunk eldobálva. Előlapján Szent György lovas alakja.
A 10 és 50 kopejkás bronzból készül, szintén Szent György képével díszítik. Az 1, 2 és 5 rubeles érmék kupronikkel anyagúak (szürkék), előlapjukon az orosz állami címerrel. 2000-ben a második világháború befejezésének évfordulójára hétféle 2 rubelest adtak ki, melyek az orosz hős városokat (Sztálingrád, Tula, Szmolenszk, Murmanszk, Moszkva, Novorosszijszk, Leningrád) mutatják be.
A 10 rubeles érmét 2009 nyarán vezették be. A 10 rubelből minden évben bimetál emlékérmét vernek (kívül bronz, belül nikkel), különféle variációi ismertek (régi orosz városok, minisztériumok, orosz területek, évfordulók stb.), 2000-ben verték először.
Az orosz érméket a moszkvai és a szentpétervári (Monyetnij dvor) pénzverdében készítik.
| kép | érték      | tulajdonságok | tulajdonságok | tulajdonságok | tulajdonságok | leírás  | leírás                 | leírás   | dátumok    | dátumok     |
| kép | érték      | átmérő        | tömeg         | vastagság     | összetétel    | szegély | előlap                 | hátlap   | kibocsátás | visszavonás |
| --- | ---------- | ------------- | ------------- | ------------- | ------------- | ------- | ---------------------- | -------- | ---------- | ----------- |
|     | 1 kopejka  | 15,5 mm       | 1,5 g         | 1,25 mm       | kuprónikkel   | sima    | Szent György           | névérték | 1997       | forgalomban |
|     | 5 kopejka  | 18,5 mm       | 2,6 g         | 1,45 mm       | kuprónikkel   | sima    | Szent György           | névérték | 1997       | forgalomban |
|     | 10 kopejka | 17,5 mm       | 1,95 g        | 1,25 mm       | réz           | recés   | Szent György           | névérték | 1997       | forgalomban |
|     | 10 kopejka | 17,5 mm       | 1,85 g        | 1,25 mm       | acél          | recés   | Szent György           | névérték | 2006       | forgalomban |
|     | 50 kopejka | 19,5 mm       | 2,9 g         | 1,5 mm        | réz           | recés   | Szent György           | névérték | 1997       | forgalomban |
|     | 50 kopejka | 19,5 mm       | 2,75 g        | 1,5 mm        | acél, nikkel  | recés   | Szent György           | névérték | 2006       | forgalomban |
|     | 1 rubel    | 20,5 mm       | 3,25 g        | 1,5 mm        | kuprónikkel   | recés   | a Központi bank logója | névérték | 1997       | forgalomban |
|     | 1 rubel    | 20,5 mm       | 3 g           | 1,5 mm        | acél, nikkel  | recés   | a Központi bank logója | névérték | 2009       | forgalomban |
|     | 2 rubel    | 23 mm         | 5,1 g         | 1,8 mm        | kuprónikkel   | bordás  | a Központi bank logója | névérték | 1997       | forgalomban |
|     | 2 rubel    | 23 mm         | 5 g           | 1,8 mm        | acél, nikkel  | bordás  | a Központi bank logója | névérték | 2009       | forgalomban |
|     | 5 rubel    | 25 mm         | 6,45 g        | 1,8 mm        | kuprónikkel   | recés   | a Központi bank logója | névérték | 1997       | forgalomban |
|     | 5 rubel    | 25 mm         | 6 g           | 1,8 mm        | acél, nikkel  | recés   | a Központi bank logója | névérték | 2009       | forgalomban |
|     | 10 rubel   | 22 mm         | 5,64 g        | 2,2 mm        | acél          | recés   | a Központi bank logója | névérték | 2009       | forgalomban |

### 2016-os sorozat
| kép    | kép    | névérték | tulajdonságok | tulajdonságok | tulajdonságok | tulajdonságok | leírás          | leírás   | leírás             | dátumok    | dátumok     |
| előlap | hátlap | névérték | átmérő        | vastagság     | tömeg         | anyag         | szegély         | előlap   | hátlap             | kibocsátás | visszavonás |
| ------ | ------ | -------- | ------------- | ------------- | ------------- | ------------- | --------------- | -------- | ------------------ | ---------- | ----------- |
|        |        | 1 rubel  | 20,5 mm       | 1,5 mm        | 3 g           | recés         | nikkel-acél     | névérték | Oroszország címere | 2016       | forgalomban |
|        |        | 2 rubel  | 23 mm         | 1,8 mm        | 5 g           | recés         | nikkel-acél     | névérték | Oroszország címere | 2016       | forgalomban |
|        |        | 5 rubel  | 25 mm         | 1,8 mm        | 6 g           | recés         | nikkel-acél     | névérték | Oroszország címere | 2016       | forgalomban |
|        |        | 10 rubel | 22 mm         | 2,2 mm        | 5,63 g        | recés         | sárgaréz-nikkel | névérték | Oroszország címere | 2016       | forgalomban |

## Bankjegyek

### Régi rubel

#### 1992-es sorozat[27][28][29][30][31][32]
| Kép    | Kép    | Névérték     | Méret       | Szín  | Leírás                    | Leírás | Kibocsátás |
| Előlap | Hátlap | Névérték     | Méret       | Szín  | Előlap                    | Hátlap | Kibocsátás |
| ------ | ------ | ------------ | ----------- | ----- | ------------------------- | ------ | ---------- |
|        |        | 50 rubel     | 140 × 70 mm | Zöld  | Lenin, címer              | Kreml  | 1992       |
|        |        | 200 rubel    | 143 × 71 mm | Zöld  | Lenin, címer              | Kreml  | 1992       |
|        |        | 500 rubel    | 144 × 70 mm | Piros | Lenin, címer              | Kreml  | 1992       |
|        |        | 1000 rubel   | 145 × 70 mm | Barna | Lenin, címer              | Kreml  | 1992       |
|        |        | 5000 rubel   | 144 × 70 mm | Kék   | Boldog Vazul-székesegyház | Kreml  | 1992       |
|        |        | 10 000 rubel | 145 × 79 mm | Piros | Kreml, orosz zászló       | Kreml  | 1992       |

1992-ben kiadtak továbbá egy államrészvényt 10 000 rubel értékben , amellyel a lakosság egy "vállalkozásba" vehetett részvényt. Habár nem volt egy igazi bankjegy, ezt a papírt könnyen pénzzé lehetett tenni. Kiadásakor körülbelül 35 amerikai dollárt ért, ámde az infláció miatt értéke nulla lett. Azok, akik befektettek ebbe, megcsalva érezték magukat.

#### 1993-as sorozat[34][35][36][37][38][39][40]
| Kép    | Kép    | Névérték     | Méret       | Szín    | Leírás              | Leírás | Kibocsátás |
| Előlap | Hátlap | Névérték     | Méret       | Szín    | Előlap              | Hátlap | Kibocsátás |
| ------ | ------ | ------------ | ----------- | ------- | ------------------- | ------ | ---------- |
|        |        | 100 rubel    | 130 × 57 mm | Kék     | Kreml, orosz zászló | Kreml  | 1993       |
|        |        | 200 rubel    | 128 × 57 mm | Piros   | Kreml, orosz zászló | Kreml  | 1993       |
|        |        | 500 rubel    | 129 × 57 mm | Zöld    | Kreml, orosz zászló | Kreml  | 1993       |
|        |        | 1000 rubel   | 151 × 68 mm | Zöld    | Kreml, orosz zászló | Kreml  | 1993       |
|        |        | 5000 rubel   | 152 × 68 mm | Piros   | Kreml, orosz zászló | Kreml  | 1993, 1994 |
|        |        | 10 000 rubel | 152 × 67 mm | Zöld    | Kreml, orosz zászló | Kreml  | 1993, 1994 |
|        |        | 50 000 rubel | 152 × 68 mm | Narancs | Kreml, orosz zászló | Kreml  | 1993, 1994 |

#### 1995-ös sorozat[41][42][43][44][45][46]
| Kép    | Kép    | Névérték      | Méret       | Szín    | Leírás                                                              | Leírás                                         | Kibocsátás |
| Előlap | Hátlap | Névérték      | Méret       | Szín    | Előlap                                                              | Hátlap                                         | Kibocsátás |
| ------ | ------ | ------------- | ----------- | ------- | ------------------------------------------------------------------- | ---------------------------------------------- | ---------- |
|        |        | 1000 rubel    | 137 × 61 mm | Barna   | Vlagyivosztoki kikötő                                               | Vlagyivosztoki kikötő bejárata, világítótorony | 1995       |
|        |        | 5000 rubel    | 137 × 60 mm | Zöld    | Orosz milleniumi emlékmű, Szent Szófia katedrális, Velikij Novgorod | Velikij Novgorod fala                          | 1995       |
|        |        | 10 000 rubel  | 150 × 65 mm | Sárga   | Híd a Jenyiszej fölött, krasznojarszki kápolna                      | Hidroelektrikus gát a Jenyiszej folyón         | 1995       |
|        |        | 50 000 rubel  | 150 × 65 mm | Kék     | Néva folyó, Péter–Pál-székesegyház, Szentpétervár                   | Győzelmi oszlopok, Névai múzeum, Szentpétervár | 1995       |
|        |        | 100 000 rubel | 150 × 65 mm | Narancs | Szobor a Moszkvai Nagyszínház falán                                 | Moszkvai Nagyszínház                           | 1995       |
|        |        | 500 000 rubel | 150 × 65 mm | Lila    | I. Péter orosz cár szobra, Arhangelszk kikötője                     | Kolostor a Szoloveckij-szigeteken              | 1995       |

### 1998-as sorozat
A 10 rubeles bankjegyet 2009 és 2011 között nem nyomtatták, mivel fel kívánta váltani a Nemzeti Bank a fém 10 rubelessel, azonban a bankok kérték, hogy a kevés érme miatt újra nyomtassanak bankjegyet ebből a címletből, így 2011 negyedik negyedévétől ismét kibocsátják. 2010-ben új biztonsági elemekkel ellátott 1000 rubeles bankjegyet bocsátottak ki. 2017-ben bocsátották ki a 200 és a 2000 rubeles bankjegyeket. 2022-től ismét megkezdték az 5 és 10 rubeles bankjegyek kibocsátását, melyek papírját élettartamuk növelése érdekében mesterséges műviasz bevonattal látták el.
| Kép    | Kép    | Névérték    | Méret       | Szín        | Leírás                                                                 | Leírás                       | Leírás                                                           | Dátumok                          | Dátumok     |
| Előlap | Hátlap | Névérték    | Méret       | Szín        | Előlap                                                                 | Hátlap                       | Vízjel                                                           | kibocsátás                       | visszavonás |
| ------ | ------ | ----------- | ----------- | ----------- | ---------------------------------------------------------------------- | ---------------------------- | ---------------------------------------------------------------- | -------------------------------- | ----------- |
|        |        | 5 rubel     | 137 × 61 mm | zöld        | Velikij Novgorod-i Szent Szófia-katedrális                             | Novgorodi Kreml              | "5", Novgorodi Szent Szófia-katedrális                           | 1998. január 1., 2022            | forgalomban |
|        |        | 10 rubel    | 150 × 65 mm | sötétzöld   | Jenyiszej folyó                                                        | Krasznojarszk                | "10", kápolna                                                    | 1998. január 1. 2001, 2004, 2022 | forgalomban |
|        |        | 50 rubel    | 150 × 65 mm | kék, ibolya | szentpétervári Péter–Pál-erőd                                          | régi tőzsde épülete          | "50", szentpétervári Péter–Pál-székesegyház                      | 1998. január 1. 2001, 2004, 2022 | forgalomban |
|        |        | 100 rubel   | 150 × 65 mm | barna, zöld | Moszkvai Nagyszínház                                                   | Moszkvai Nagyszínház         | "100", Bolsoj-színház                                            | 1998. január 1. 2001, 2004, 2022 | forgalomban |
|        |        | 100 rubel   | 150 × 65 mm | sárga       | Kreml, Zarjagyje Park, Moszkvai Állami Egyetem, Osztankinói tévétorony | Szovjet katona emlékmű       | "100", Szpasszkaja torony                                        | 2022                             | forgalomban |
|        |        | 200 rubel   | 150 x 65 mm | zöld        | szevasztopoli krími háborús "Elsüllyedt hajók" emlékműve, QR-kód       | ógörög Kherszonészosz romjai | "200", "Elsüllyedt hajók" emlékműve                              | 2017. október 12.                | forgalomban |
|        |        | 500 rubel   | 150 × 65 mm | ibolya, kék | arhangelszki Nagy Péter-emlékmű                                        | Szoloveckij-kolostor         | "500", I. Péter orosz cár                                        | 1998. január 1. 2001, 2004       | forgalomban |
|        |        | 1000 rubel  | 157 × 69 mm | kékeszöld   | I. Jaroszláv kijevi nagyfejedelem                                      | Jaroszlavl                   | "1000", I. Jaroszláv emlékműve                                   | 2000, 2004                       | forgalomban |
|        |        | 2 000 rubel | 157 x 69 mm | kék         | vlagyivosztoki Russzkij híd, QR-kód Vosztocsnij űrrepülőtér            | "2000", Russzkij híd         | 2017. október 12.                                                |                                  | forgalomban |
|        |        | 5 000 rubel | 157 × 69 mm | narancs     | Nyikolaj Muravjov-Amurszkij herceg habarovszki emlékműve               | Amur folyó                   | "5000", Nyikolaj Muravjov-Amurszkij herceg habarovszki emlékműve | 2006. június                     | forgalomban |

## Emlékbankjegyek
| Kép    | Kép    | Névérték  | Méret       | Szín  | Leírás                                                    | Leírás                                                                                            | Leírás                           | Dátumok            | Dátumok     |
| Előlap | Hátlap | Névérték  | Méret       | Szín  | Előlap                                                    | Hátlap                                                                                            | Vízjel                           | kibocsátás         | visszavonás |
| ------ | ------ | --------- | ----------- | ----- | --------------------------------------------------------- | ------------------------------------------------------------------------------------------------- | -------------------------------- | ------------------ | ----------- |
|        |        | 100 rubel | 150 × 65 mm | kék   | snowboardos férfi, néhány olimpiai helyszín               | Fist Olimpiai Stadion                                                                             | sochi.ru 2014                    | 2013. október 30.  | forgalomban |
|        |        | 100 rubel | 150 × 65 mm | barna | szevasztopoli krími háborús "Elsüllyedt hajók" emlékműve, | QR-kód, amely az orosz nemzeti bank honlapjára navigál, a Fecskefészek-kastély a Krím-félszigeten | II. Katalin orosz cárnő portréja | 2015. december 23. | forgalomban |